# Traductología
La traductología (también conocida como estudios sobre la traducción o estudios de traducción) es la disciplina que estudia sistemáticamente la teoría, la descripción y la aplicación de la traducción y la interpretación. Es importante en este sentido distinguirla de la traducción o interpretación como actividad (propiamente dichas) y de la traducción o interpretación como producto (texto traducido o traducto, discurso interpretado).
Dado su carácter multidisciplinar, la traductología toma prestados muchos conceptos y procedimientos de otros campos de estudio. Entre ellos se encuentran la literatura comparada, la informática, la historia, la lingüística, la filología, la filosofía, la psicología social, la semiótica o la terminología.

## Historia

### Las primeras tradiciones y escuelas

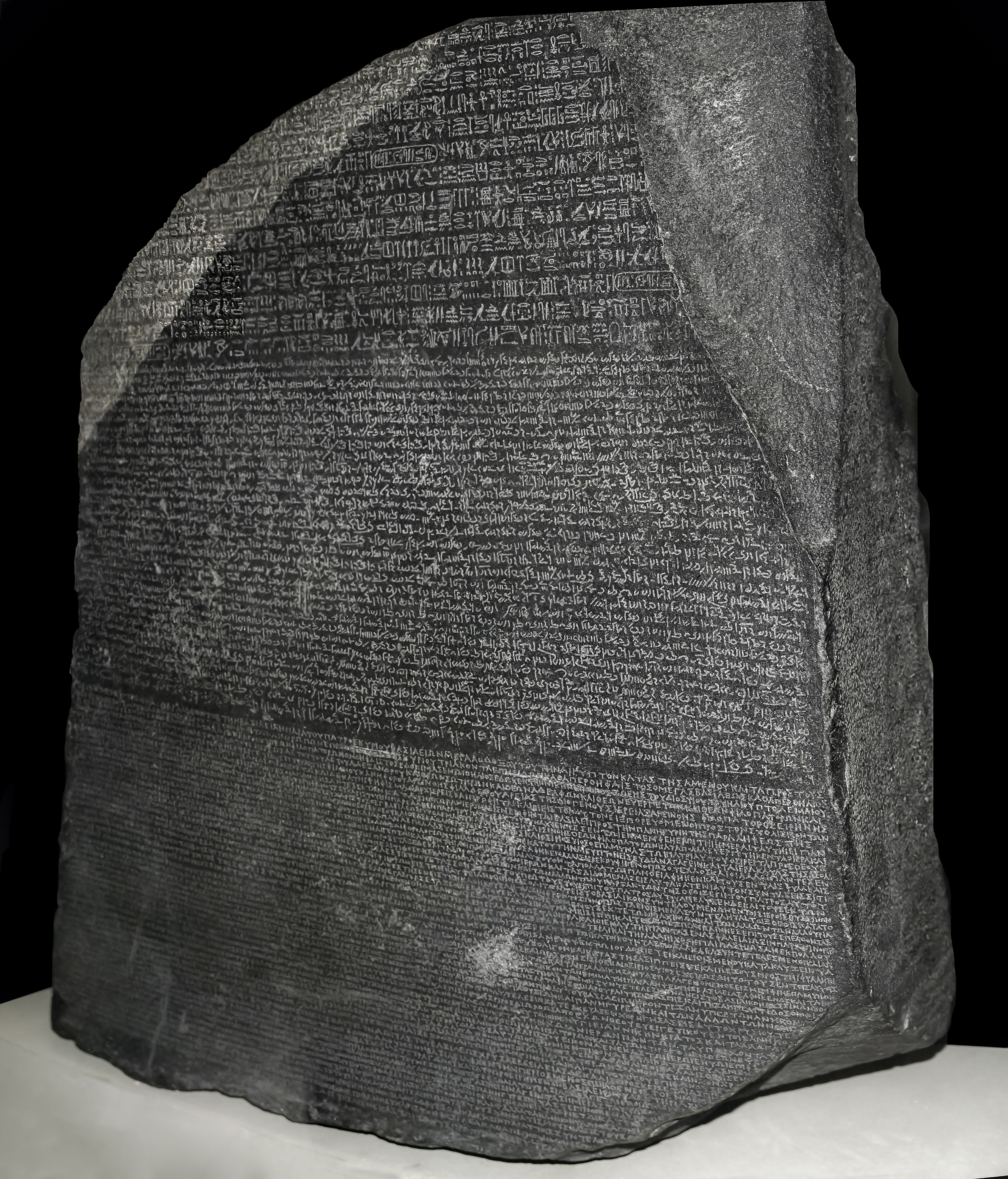
Piedra Roseta

Se ha traducido desde los inicios de la humanidad, dada la necesidad de los pueblos de entablar una comunicación que les permitiera comerciar o negociar entre sí. Los historiadores han recabado testimonios antiquísimos (siglo XVIII a. C., traducción al acadio de textos sumerios, por ejemplo), sin embargo, la reflexión teórica sobre esa práctica ha sido escasa. En sus inicios, prevaleció una perspectiva "normativa", es decir, la discusión se centró en cómo se debía traducir. Cuando los investigadores comienzan a trazar el pensamiento occidental temprano sobre la traducción, coinciden en señalar a Cicerón como el iniciador del debate sobre traducción literal vs. traducción libre, partiendo de cómo usó la traducción del griego al latín para mejorar sus habilidades oratorias (una descripción temprana de lo que San Jerónimo acabaría llamando traducción ad sensum). La historia descriptiva de los intérpretes en Egipto que narra Heródoto no sería parte del "prescriptivismo" porque no dice a los traductores cómo han de traducir.
Existen dos aportaciones españolas o hispánicas fundamentales a la tradición traductológica y traductográfica: la Escuela de Traductores de Toledo y, posteriormente, la llamada "Escuela de Traductores de Manila". De esta última escuela surgen las primeras traducciones de libros de lengua china a lengua occidental, el español.
Por su parte, en China, el debate sobre cómo traducir se originó con la traducción de los sutras budistas durante la dinastía Zhou.

### Peticiones para una disciplina académica
En relación con la pedagogía se llevaron a cabo ciertas investigaciones sobre la traducción, centrándose en el uso de la traducción como herramienta para el aprendizaje de idiomas. Dentro de la Literatura Comparada, se promovieron talleres de traducción en la década de los 60 en algunas universidades estadounidenses como la Universidad de Iowa y la de Princeton. En las décadas de los años 1950 y 1960, empezaron a surgir estudios sistemáticos orientados a la lingüística. En 1958, Jean-Paul Vinay y Jean Darbelnet llevaron a cabo una comparación contrastiva del francés y el inglés en Quebec. En 1964, Eugene Nida publicó Toward a Science of Translating como un manual para Traducciones de la Biblia que fue influenciado en cierta medida por la Gramática generativa de Chomsky. En 1965, John "Ian" Catford delimitó una teoría de traducción desde una perspectiva lingüística. En las décadas de los años 1960 y 1970, el académico checo Jiří Levý y los académicos eslovacos Anton Popovič y František Miko investigaron acerca de los estilistas de la traducción literaria. Estos primeros pasos hacia la investigación en traducción literaria fueron recopilados en el artículo de James Holmes en el Tercer Congreso Internacional de Lingüística Aplicada de Copenhague de 1972. En el artículo, "The Name and Nature of Translation Studies", Holmes señaló la necesidad de consolidar una disciplina separada y propuso una clasificación del campo. Un "mapa" visual de la propuesta de Holmes fue presentado tiempo después por Gideon Toury en su libro "Descriptive Translation Studies and Beyond" de 1995.

### El "boom" de la traductología
En las décadas de 1980 y 1990, se desarrollaron dos paradigmas muy diferentes, que se separaban de los estudios anteriores basados en equivalencia.
Por un lado, los "descriptive translation studies" o traductología descriptiva (un término acuñado a partir del libro Descriptive Translation Studies and Beyond de Toury) se empeñan en construir una disciplina empírica y descriptiva, con el objetivo de llenar una sección del mapa de Holmes. La idea de que una metodología científica pudiera ser aplicada a productos culturales, fue desarrollada por los formalistas rusos a principios del siglo XX, y ha resurgido gracias a diferentes investigadores en Literatura comparada. Esta idea fue aplicada entonces a la traducción literaria. Parte de esta aplicación fue la teoría de polisistemas (Even-Zohar 1990), en la cual se ve a la literatura traducida como un subsistema de la recepción o del sistema literario de llegada. Gideon Toury basa su teoría en la necesidad de considerar la traducción como "hechos de la cultura de llegada" por motivos investigativos. Los conceptos de "manipulación"  y "patronage" también fueron desarrollados en relación con traducciones literarias.
Por el otro lado, se puede ubicar otro cambio de paradigma en la teoría de traducción en 1984 en Europa. En este año se dio la publicación de dos libros en alemán: Grundlegung einer allgemeinen Translationstheorie (Fundación para una teoría general de traducción) de Katharina Reiß y Hans Vermeer. y Translatorisches Handeln (Acción traslaticia) de Justa Holz-Mänttäri. De estos dos libros surgió lo que hoy se conoce como Teoría del Skopos que le da prioridad al propósito final de la traducción como producto en lugar de dársela a la equivalencia.

## Enfoques
Amparo Hurtado (2001) distingue los siguientes:
- enfoques lingüísticos variados
- enfoques textuales
- enfoques cognitivos
- enfoques comunicativos y enfoques socioculturales
- enfoques filosóficos y enfoques hermenéuticos

Rabadán clasifica estos enfoques en enfoques de función, de proceso y de resultado, que implicarían diferentes tipos de estudio: socioculturales, psicolingüísticos, textuales, hermenéuticos, entre otros.
Delisle (1999:302) clasifica la traductología como una “Disciplina humanística que se ocupa del estudio metódico, sistemático y pluridisciplinario de los aspectos teóricos, descriptivos y aplicados de la traducción o la interpretación. En traductología se puede adoptar un punto de vista normativo o descriptivo. Este saber organizado, que algunos consideran una ciencia, toma su metodología y parte de su metalenguaje de las diversas áreas de estudios con las que se relaciona la traducción, tales como la historia, la lingüística, la literatura comparada, la filología, la terminología, etc.”
Otra forma de clasificar distingue entre enfoques a priori y enfoques a posteriori. Los enfoques a priori parten del texto a traducir e indagan en la forma de llegar a un texto traducido. Los enfoques a posteriori parten de la existencia de un texto original y de uno o varios textos resultantes y pretenden descubrir las relaciones entre estos. Estas relaciones se pueden establecer tanto con modelos de caja negra, tomados del conductismo, como con modelos de caja translúcida, tomados de la teoría cognitiva.

## Los enfoques comunicativos y socioculturales
En la traductología, el enfoque sociocultural pone énfasis sobre todo en el contexto de la traducción en vez del aspecto lingüístico. Hay 3 propuestas principales en este ámbito. Los traductólogos bíblicos, el enfoque funcionalista y la escuela de manipulación.

### Los traductólogos bíblicos
Los traductólogos bíblicos contemporáneos de los años 50, como Nida y Margot, ponen de relieve la importancia en la recepción de la traducción por encima de la forma lingüística del mensaje. Nida propuso la noción de la equivalencia dinámica, que quiere decir que una traducción debe provocar el mismo efecto en los lectores de la lengua de llegada que la obra original hace en los lectores de la lengua de origen. Para él, la traducción tiene 3 fasesː el análisis, la transferencia y la restructuración. Según este autor, hay 5 elementos culturales importantes que se necesita considerar dentro de un acto de la traducción, que son la ecología, la cultura material, los hábitos y organización social, la cultura religiosa y la cultura lingüística (Fonológicas, Morfológicas, Sintácticas, Léxicas).

### El enfoque funcionalista
El enfoque funcionalista es una corriente que otorga una mayor importancia a la función o funciones de los textos y las traducciones. Tiene dos características principales. Una es el destronamiento del texto original, y la otra es la consideración de la traducción como una acción. El destronamiento quiere decir que el texto original deja de ser el criterio principal que guía al traductor en la traducción, sino que se convierte en una mera fuente de información de referencia. Así que el traductor puede modificar el texto original según la finalidad de usuario prevista, por ejemplo, una obra literaria traducida para un público infantil. Nord considera la traducción como una acción translativa, ya que una acción se produce dentro de una determinada situación y siempre tiene una finalidad. La teoría de escopo ha desempeñado un papel fundamental en el desarrollo de esta corriente.

### La escuela de la manipulación
La escuela de la manipulación proviene de la publicación The Manipulation of Literature de T. Hermans. En este libro, por una parte, se critica el hecho de que convencionalmente la traducción se considere inferior a la obra original y que el análisis de la traducción literaria tradicional da por supuesto la supremacía de la obra original y tiene un carácter prescriptivo. Por otra, propone establecer un nuevo paradigma descriptivo y sistémico para el análisis de la traducción literaria, que sirve para describir la función de una traducción dentro de una cultura determinada. Es decir, lo que una traducción puede aportar en la cultura de llegada en cuanto a la visión del otro. Esta teoría está basada en la teoría de polisistemas, que fue fundada por el israelí Itamar Even-Zohar. La teoría de polisistema concibe la literatura como un sistema complejo, dinámico, con diferentes tendencias relacionadas con las estructuras socioeconómicas, ideológicas y de poder en cada sociedad. Gideon Toury parte de esta teoría y considera que una traducción está condicionada por las normas de la cultura de llegada (1980 y 1995). Las normas están unidas estrechamente con la ideología de una sociedad. André Lefevere presenta la noción de mecenazgo, que es entendida como las personas o instituciones en una sociedad (editores, gobierno, medios de comunicación, partidos políticos, clases sociales, comité de censura, etc.) que regulan la literatura y la traducción. Por lo tanto, una traducción siempre lleva un cierto nivel de manipulación, ya que está sometida en la intervención de la ideología, de la cultura y de las relaciones de poder, en el papel de las instituciones y de todos los mecanismos de control, por eso nunca es inocente.

### Localización
Los Estudios de la localización comprenden el modo en que las industrias lingüísticas actuales traducen y adaptan ("localizan") los textos técnicos a las diferentes lenguas, adecuándolos a un "público"  específico (situación comunicativa meta definida por la variedad de lengua y los parámetros culturales). Se aplica el término localización a la traducción de software, documentación de productos, sitios web y videojuegos, formatos en los cuales el componente tecnológico es fundamental.
Un concepto clave en localización es el de internacionalización, que consiste en quitarle al producto base las características culturales propias de la cultura base de tal manera que pueda ser localizado simultáneamente a varias lenguas.

## Perspectivas
La consolidación de los estudios de traducción como disciplina académica está relacionada con la apertura de carreras y cursos de traducción en las universidades. En 1995, un estudio realizado en sesenta países reveló que había 250 instituciones de nivel universitario con ofertas académicas en traducción o interpretación. En 2013, en esa misma base de datos, el número de instituciones de formación de traductores era de 501. Como consecuencia, se han incrementado los eventos científicos relacionados con la traducción, las revistas y las publicaciones especializadas. Este crecimiento de la disciplina también se refleja en la creación de numerosas asociaciones nacionales e internacionales que nuclean a los traductores e intérpretes en todo el mundo.